# Кабаковский сельсовет (Башкортостан)
Кабаковский сельсовет — Сельсовет в Кармаскалинском Районе и республике Башкортостан находится в России 
Административный центр — деревня Кабаково.

## История
Согласно «Закону о границах, статусе и административных центрах муниципальных образований в Республике Башкортостан» имеет статус сельского поселения.
В нынешнем составе существует с ноября 2008 г., когда в состав Кабаковского сельсовета были присоединены село Сихонкино, деревни Балтино, Верхнетимкино, Верхнеугличино, Новомусино, Романовка бывшего Сихонкинского сельсовета.

## Население
| 2002  | 2009  | 2010  | 2012  | 2013  | 2014  | 2015  |
| ----- | ----- | ----- | ----- | ----- | ----- | ----- |
| 5452  | ↘5283 | ↗5384 | ↗5387 | ↗5450 | ↘5379 | ↘5377 |
| 2016  | 2017  | 2018  |       |       |       |       |
| ↗5444 | ↗5505 | ↘5492 |       |       |       |       |

## Состав сельского поселения
| №  | Населённый пункт         | Тип населённого пункта          | Население |
| -- | ------------------------ | ------------------------------- | --------- |
| 1  | Кабаково                 | деревня, административный центр | ↗4049     |
| 2  | Сихонкино                | село                            | ↘891      |
| 3  | Старые Киешки            | деревня                         | ↗581      |
| 4  | Сальзигутово             | деревня                         | ↗265      |
| 5  | Нижнетимкино             | деревня                         | ↗195      |
| 6  | Верхнетимкино            | деревня                         | ↗170      |
| 7  | Деревня станции Кабаково | деревня                         | ↘105      |
| 8  | Верхнеугличино           | деревня                         | ↗19       |
| 9  | Романовка                | деревня                         | ↗7        |
| 10 | Балтино                  | деревня                         | ↘6        |

## Исполнительная власть
Администрация сельского поселения Кабаковский сельсовет: Россия, Башкортостан, 453028, Кармаскалинский район, д. Кабаково, ул. Строителей, д. 17.

## Экономика
Завод силикатных стеновых материалов и ПО «Башсельстройматериалы» (Кабаково).

## Достопримечательности
- Озеро Киешки и карстовая пещера Карламанская, объявлены комплексными памятниками природы.
Озеро Киешки было описано писателем С. Т. Аксаковым в его книге «Детские годы Багрова-внука». В озере найдено редкое реликтовое растение водяной папоротник сальвиния плавающая.